# Teodor Furgalski

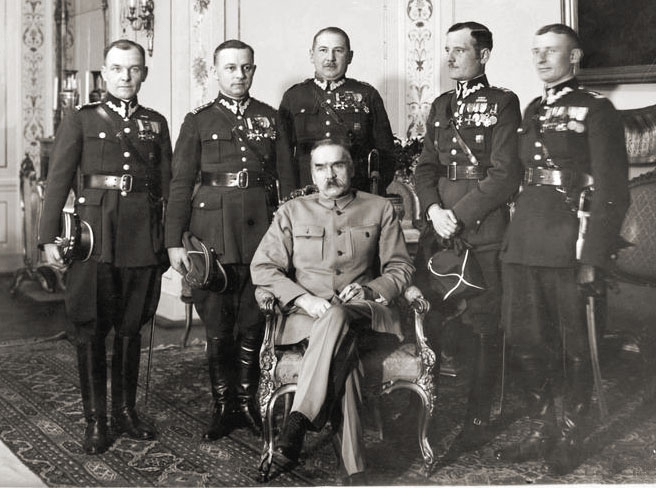
Józef Piłsudski z oficerami 1 DPLeg. Od lewej płk Stefan Biestek, płk Jan Kruszewski, płk dypl. Teodor Furgalski, ppłk Zygmunt Wenda, ppłk Władysław Filipkowski

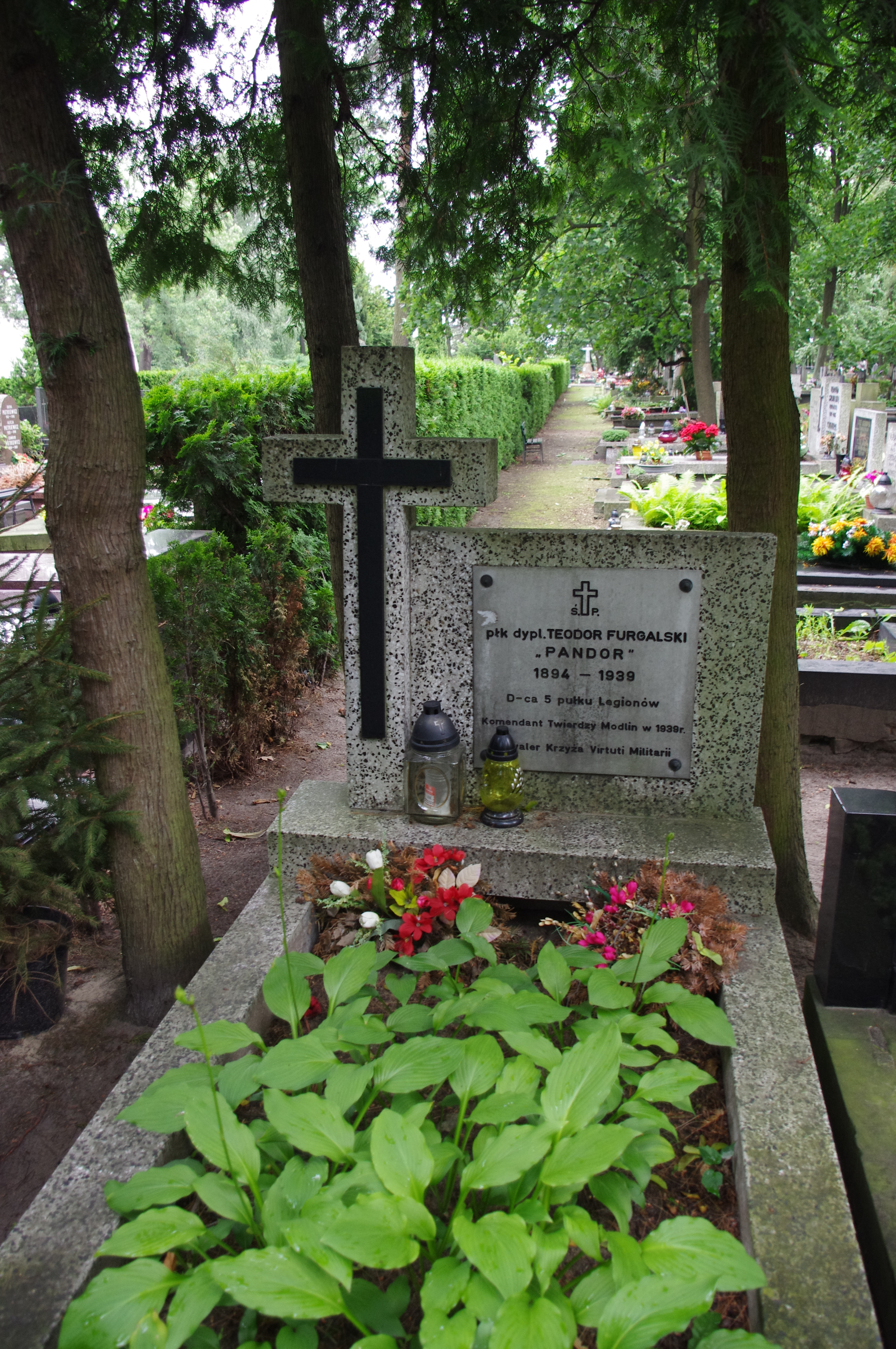
Grób pułkownika Teodora Furgalskiego na Cmentarzu Wojskowym na Powązkach w Warszawie

Teodor Wiktor Furgalski, ps. „Pandor” (ur. 11 września 1893 w Brzostku, zm. 25 listopada 1939 w Tworkach) – pułkownik dyplomowany, działacz niepodległościowy, kawaler Orderu Virtuti Militari.

## Życiorys
Urodził się 11 września 1893 roku w Brzostku, w rodzinie Antoniego, notariusza, i Heleny z Grychowskich. Był młodszym bratem Tadeusza ps. „Wyrwa” (1890–1916), majora Legionów Polskich.
W 1911 roku ukończył gimnazjum w Rzeszowie, następnie studiował filozofię na Uniwersytecie Jagiellońskim. Od 1912 członek Związku Strzeleckiego, w którym ukończył szkolenie oficerskie. Od sierpnia 1914 w Legionach, początkowo dowodził plutonem w 1 pułku piechoty, a następnie kompanią w 5 pułku piechoty. Podczas służby legionowej nosił pseudonim „Pandor”. Po kryzysie przysięgowym wcielony do armii Austro-Węgier. Walczył w 557 pułku piechoty na froncie włoskim.
Od listopada 1918 w Wojsku Polskim w stopniu porucznika. Dowodził kompanią, a następnie batalionem w 5 pułku piechoty Legionów podczas wojny polsko-bolszewickiej. Od 16 czerwca do 30 listopada 1919 roku był słuchaczem I Kursu Wojennej Szkoły Sztabu Generalnego w Warszawie.
W latach 1921–1922 był słuchaczem Kursu Doszkolenia Wyższej Szkoły Wojennej w Warszawie. Po ukończeniu kursu i uzyskaniu tytułu naukowego oficera Sztabu Generalnego, otrzymał przydział do dowództwa 30 Dywizji Piechoty na stanowisko szefa sztabu. 1 lipca 1924 przydzielony został do Sztabu Generalnego WP i wyznaczony na stanowisko szefa wydziału w Oddziale I. 31 lipca 1926 przeniesiony został do Ministerstwa Spraw Wojskowych, na stanowisko pełniącego obowiązki szefa Biura Ogólno-Organizacyjnego. Równocześnie, od września tego roku, był członkiem komisji ubiorczej pod przewodnictwem płk. SG Stanisława Burhardt-Bukackiego. Od marca 1927 dowodził 5 pp Leg. 3 stycznia 1932 wyznaczony został na stanowisko szefa Oddziału II SG WP. Pracą wojskowego wywiadu i kontrwywiadu kierował przez dwa lata. 2 czerwca 1934 roku Minister Spraw Wojskowych wyznaczył go na stanowisko dowódcy piechoty dywizyjnej 29 Dywizji Piechoty w Grodnie. Następnie objął dowództwo 8 Dywizji Piechoty w Modlinie.
W czasie kampanii wrześniowej dowodził 8 Dywizją Piechoty, która przez pierwsze dwa dni pozostawała w odwodzie dowódcy Armii „Modlin”. 3 września wykonał dwa odśrodkowe natarcia: na Grudusk – siłami czterech batalionów 13 pp i 32 pp wspartych dwoma dywizjonami 8 pal pod dowództwem płk. dypl. Ludwika de Laveaux i na Przasnysz – siłami 21 pp wspartego II/8 pal pod dowództwem płk. dypl. Stanisława Sosabowskiego. Natarcie zgrupowania głównego załamało się, a w nocy z 3 na 4 września gros dywizji łącznie z dowództwem uległo panice wywołanej przez dywersantów z V kolumny i walkę ogniową stoczoną przez kompanię sztabową 8 DP z własną kawalerią dywizyjną powracającą z rozpoznania z przedpola. Autorzy monografii Armii „Modlin” podają, że gen. bryg. Emil Krukowicz-Przedrzymirski zwolnił płk. dypl. Furgalskiego od pełnienia obowiązków służbowych z powodu choroby na czas kuracji, a dowództwo dywizji objął jego zastępca, płk dypl. Ludwik de Laveaux. Mimo to nie opuścił swojej dywizji. 8 września wyznaczony został dowódcą przedmościa „Modlin” w składzie Grupy Operacyjnej gen. Zulaufa, a następnie dowódca odcinka Kazuń – Nowy Dwór załogi Modlina. Po kapitulacji twierdzy dostał się do niewoli niemieckiej, zwolniony ze względu na zły stan zdrowia, zmarł 25 listopada 1939 wskutek nieuleczalnej choroby. Według większości źródeł krajowych zmarł w następstwie ran odniesionych w czasie walk lub też w czasie samych walk. 16 lutego 1948 ekshumowany i pochowany na Cmentarzu Wojskowym na Powązkach w Warszawie, do kwatery legionowej I-4 (5A-tuje-4).

## Opinie
Piotr Stawecki na łamach „Polska Zbrojna” przytoczył opinię szkolną i służbową płk. dypl. Teodora Furgalskiego pochodzące z albumów absolwentów WSWoj. przechowywanych w Centralnym Archiwum Wojskowym.
Opinia szkolna: „Inteligentny, spokojny, sumienny, pracowity i poważny. Brak osobowości i pewności siebie, lecz dobrze kierowany. Ogólnie o dużych zdolnościach.”

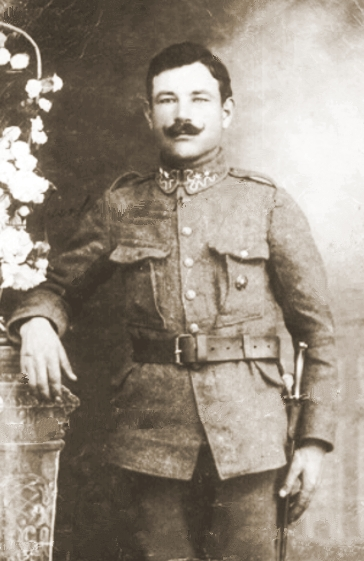
Teodor Furgalski (1916)

Opinia służbowa: „Wybitny. Oficer o dużej energii i uporze pracy. Bardzo pracowity i sumienny. Duża siła woli i dużo rozsądku. Inteligencja nie błyskotliwa, ale głęboka. Orientacja szybka i trafna. Fachowo bardzo dobrze wyszkolony. Umie bardzo dobrze organizować i kierować pracą.”
W maju 1939 ówczesny płk dypl. Stefan Rowecki charakteryzując wyższych oficerów WP krytycznie odniósł się do osoby starszego kolegi twierdząc, że „prawie nie ma przeszłości wojennej w dowodzeniu, krótko plutonem, kompanią, resztę jako adiutant i w sztabie. W Wyższej Szkole Wojennej nie sposób było wydusić z niego decyzję, zawsze wybierał „średnią” z rozwiązań kolegów. Fizycznie roztył się ogromnie. Wątpię, żeby potrafił być dobrym dowódcą w czasie pokoju, a tym bardziej na wojnie” (Stefan Rowecki był słuchaczem tego samego kursu doszkolenia WSWoj.).
28 września 1939 gen. bryg. Wiktor Thommée, dowódca Grupy Operacyjnej własnego imienia, w rozkazie dziennym L.dz. 28 (12/III)Op. wyraził podziękowanie płk dypl. Teodorowi Furgalskiemu, „który swoim trzeźwym umysłem, taktem, powagą i spokojem wraz ze swym sztabem, a w szczególnie ze swym szefem sztabu – kpt. dypl. Szugajewem, przyczynili się do utrzymania dywizji stale w dobrej gotowości bojowej”.
Kpt. dypl. Stanisław Jerzy Skierski, kwatermistrz 8 DP w czasie kampanii wrześniowej 1939 roku i autor kroniki dywizji określił płk dypl. Teodora Furgalskiego jako „człowieka o gołębim sercu (...) Do każdego podwładnego odnosił się z sympatią i uprzejmością, nikomu nie chciałby zrobić krzywdy, co spowodowało, że był przez podwładnych bardzo lubiany i szanowany (...) Jako dowódcy dywizji płk Furgalskiemu, przy bezsprzecznej inteligencji i wiedzy ogólnej, brak było przede wszystkim dwóch zasadniczych cech charakteru: inicjatywy oraz umiejętności powzięcia szybkiej decyzji i konsekwentnego jej przeprowadzenia (...) nie można się dziwić, że w krytycznych momentach dowódca zawodził. Jestem obecnie pewien, że już w czasie działań wojennych płk Furgalski był poważnie chory, co potęgowało w znacznym stopniu brak inicjatywy i niezdecydowanie.”

## Awanse
- chorąży – 29 września 1914
- podporucznik – 25 czerwca 1915
- porucznik – 1918
- kapitan – 1919
- major – 1920, zweryfikowany ze starszeństwem z dniem 1 czerwca 1919
- podpułkownik – 31 marca 1924 ze starszeństwem z dniem 1 lipca 1923 i 76. lokatą w korpusie oficerów piechoty[12]
- pułkownik – 1 stycznia 1929 ze starszeństwem z dniem 1 stycznia 1929 i 15. lokatą w korpusie oficerów piechoty[13]

## Ordery i odznaczenia
- Krzyż Srebrny Orderu Wojskowego Virtuti Militari nr 5232 – 28 lutego 1922[14][15]
- Krzyż Niepodległości – 20 stycznia 1931 „za pracę w dziele odzyskania niepodległości”[16][3][17]
- Krzyż Oficerski Orderu Odrodzenia Polski – 10 listopada 1928 „za zasługi na polu organizacji i wyszkolenia wojska”[18][19]
- Krzyż Walecznych czterokrotnie[13] (po raz pierwszy w 1921[14][20])
- Krzyż Walecznych – 29 września 1939 „w uznaniu zasług i wykazane męstwo i ofiarność w czasie walk z Niemcami”
- Złoty Krzyż Zasługi po raz drugi[13]
- Złoty Krzyż Zasługi po raz pierwszy – 18 stycznia 1926 „za zasługi położone na polu organizacji armji”[21]
- Medal Pamiątkowy za Wojnę 1918–1921[14]
- Medal Dziesięciolecia Odzyskanej Niepodległości[14]
- Odznaka za Rany i Kontuzje
- Krzyż Komandorski z Gwiazdą węgierskiego Orderu Zasługi – 1936[22]
- Krzyż Komandorski z Gwiazdą jugosłowiańskiego Orderu Świętego Sawy – 1936[23]
- Krzyż Komandorski Orderu Gwiazdy Rumunii – 1933[24]
- Krzyż Komandorski czechosłowackiego Orderu Lwa Białego – 1933[14][25][26]
- Krzyż Komandorski II klasy szwedzkiego Orderu Miecza – 9 listopada 1934[27]
- Krzyż Komandorski estońskiego Orderu Krzyża Orła – 1933[28][26]
- Krzyż Komandorski II klasy Orderu Białej Róży Finlandii – 1934[26]
- Krzyż Komandorski łotewskiego Orderu Trzech Gwiazd – 1934[26][14]
- Krzyż Komandorski Orderu Korony Włoch – 1936[22]
- Krzyż Oficerski francuskiego Orderu Legii Honorowej – 9 listopada 1934[26][14]
- Kawaler Kawalerski francuskiego Orderu Legii Honorowej[14].
- Krzyż Kawalerski III klasy hiszpańskiego Orderu Zasługi Wojskowej – 13 marca 1934[29]
- łotewski Medal Pamiątkowy 1918–1928 – 1933[30]